# Gago Coutinho
Carlos Viegas Gago Coutinho, generalmente noto solo come Gago Coutinho (Lisbona, 17 febbraio 1869 – Lisbona, 18 febbraio 1959), è stato un geografo, aviatore, ufficiale di marina portoghese.

## Biografia
Laureatosi presso l'Accademia Navale nel 1888, prestò servizio su diverse navi e prese parte ad operazioni militari in vari territori dell'Impero portoghese. Si distinse come un geografo e tra il 1898 e il 1920 svolse importante lavori di geodesia, topografia e cartografia nelle colonie Portoghese di Timor, Mozambico, Angola e São Tomé e Príncipe.
Fu pioniere dell'aviazione portoghese e, nel 1922, insieme all'aviatore Sacadura Cabral, compì la prima traversata aerea dell'Atlantico meridionale, da Lisbona a Rio de Janeiro. Gago Coutinho ha inventato un tipo di sestante, per offrire un orizzonte artificiale, che permettesse la navigazione senza riferimento visivo all'orizzonte vero.
Nel settembre 2022 è stato intitolato a suo nome l'Aeroporto di Faro.